# World Badminton
World Badminton war die offizielle weltweite Zeitschriftenpublikation in der Sportart Badminton. Die Zeitschrift war das  Organ der Badminton World Federation, damals noch als International Badminton Federation bekannt, und wurde meist vierteljährlich von dieser herausgegeben.

## Geschichte
Die erste Ausgabe erschien im Januar 1972 mit Herbert Scheele als Editor. Nach 33 erschienenen Heften und dem Ruhestand von Scheele im April 1978 wurde die Produktion nach Kanada verlegt, wo der Präsident des kanadischen Verbandes, Lorne Wortman, persönlich für die Herausgabe verantwortlich zeichnete. Die Ausgaben der Jahre 1978 und 1979 erschienen dabei unter dem gemeinsamen Jahrgangsnamen VII. 1982 erfolgte eine erneute Verlegung nach Schottland, 1984 eine weitere nach England. Mit dem 27. Jahrgang 1999 wurde das Erscheinen von World Badminton eingestellt.